# Tanjung Lubuk (Kota Kayu Agung)
Tanjung Lubuk is een bestuurslaag in het regentschap Ogan Komering Ilir van de provincie Zuid-Sumatra, Indonesië. Tanjung Lubuk telt 972 inwoners (volkstelling 2010).